# Papercut (canción de Zedd)
«Papercut» —en español: ‘Recorte de papel’— es una canción del DJ ruso-alemán y productor Zedd de su segundo álbum de estudio True Colors, que cuenta con la voz del actor australiano Troye Sivan. Fue escrito por Zedd, Julia Michaels, Sam Martin, Lindy Robbins, Jason Evigan y Austin Pablo Flores y producido por Zedd. Fue lanzado como el tercer sencillo el 17 de julio de 2015.

## Antecedentes
"Papercurt" fue estrenada el 10 de mayo de 2015, en Filadelfia, Pensilvania. La sesión se llevó a cabo en el Castillo de Fonthill, elegido para reflejar la naturaleza cinematográfica de la canción.
El 17 de julio, Zedd subió el audio de la canción en su cuenta de VEVO, que ofrece una cubierta única actualizada

## Composición
La canción tiene melodía de Electro house con Dance pop. Su duración es de siete minutos y veintitrés segundos y tiene un tiempo de 126 Bmp. También tiene Electro y Progressive house.

## Recepción de la crítica
La canción ha recibido críticas positivas que elogiaron la voz de Sivan.

## Lista de canciones
- Descarga digital: "Papercurt" (con Troye Sivan) - 7:23
- Gris Remix: "Papercurt" (con Troye Sivan) - 3:34

## Posicionamiento en listas
| País      | Lista              | Mejor posición |
| 2015      | 2015               | 2015           |
| --------- | ------------------ | -------------- |
| Australia | ARIA Singles Chart | 93             |